# Besiege
Besiege (с англ. — «осаждать») — компьютерная игра в жанре физической головоломки и песочницы. Игра прошла через Steam Greenlight и стала доступна в рамках раннего доступа в 2015 году, полноценный релиз состоялся в 2020 году.

## Игровой процесс
Концепция игры заключается в постройке некого устройства, способного выполнить цель, поставленную на проходимом уровне. Переходя от уровня к уровню, выполнить задание становится всё тяжелее и игроку приходится модернизировать свою машину под конкретную цель. Это может быть бронирование стальными пластинами для защиты от стреляющих лучников, создание катапульты, способной стрелять огненными шарами, или подобия крана для транспортировки объектов. На каждом уровне игроку предоставляется полная свобода действий. Единственным условием прохождения уровня остаётся выполнение поставленной цели (разрушение постройки, уничтожение врага, достижение точки и т. д.) механизмом, ограниченным в размерах.
Игроку представлена планета с четырьмя островами, на которых разворачивается действие игры. В версии 0.45b доступно только три острова — Ипсилон, Толбринд и Валфросс, а после официального релиза был добавлен последний четвёртый — Крольмар. Также планировались пятый остров и Луна, которые можно было увидеть в главном меню, но после обновления, добавляющее Мультивселенную, их убрали.
Отдельно в игре представлен режим песочницы (англ. sandbox), где игрок может строить устройства практически неограниченных размеров и испытывать их на карте.
Также в игре есть мультивселенная, которая позволяет создавать свои уровни и делиться ими в Мастерской Steam. И порой некоторые умельцы заходят настолько далеко, что строят уровни по размерам сопоставимые со всем островом из сюжета!

## Разработка
Получив «зелёный свет» в сервисе Steam, игра стала доступна пользователям 28 января 2015 года, где за первые две недели поднялась на 8 строчку самых продаваемых игр и получила 98 % положительных обзоров пользователей. Выпущенная версия 0.04 стала поддерживать платформы Linux и macOS. 18 февраля 2020 года состоялся официальный релиз игры.

## Обзоры и рецензии
- Besiege: Песочница для настоящих инженеров — обзор игры на Hi-news.ru
- Premature Evaluation: Besiege — обзор ранней версии игры от Rock, Paper, Shotgun (англ.)
- Besiege Early Access review от pcgamesn.com (англ.)
- Материалы по игре на Игры@Mail.Ru